# Florența Crăciunescuová
Florența Crăciunescuová, rozená Ionescuová, provdaná Ţacuová (7. května 1955 Craiova – 8. června 2008 Bukurešť), byla rumunská atletka. Na Letních olympijských hrách v Los Angeles (1984) získala bronzovou medaili v hodu diskem. Její starší sestra Carmen Ionescuová startovala na těchtéž LOH za Kanadu pod jménem Carmen Ionesco.